# Leonora Christina Ulfeldt
Leonora Christina, condesa de Ulfeldt, nacida condesa Leonora Christina de Schleswig-Holstein (Palacio de Frederiksborg, Hillerød, 8 de julio de 1621 - convento de Maribo, 16 de marzo de 1698) fue una escritora danesa, hija del rey Christian IV de Dinamarca y de la joven noble Kirsten Munk. Se hizo célebre por una autobiografía, sus Memorias de la torre azul / Jammers Minde, literalmente Recuerdos de la miseria, considerada la obra más importante en prosa de la literatura danesa del siglo XVII y solo impresa por vez primera en Copehnague, 1869.

## Biografía
Como el matrimonio del rey con su madre era morganático, no pudo ostentar el título de princesa, sino el de condesa de Schleswig-Holstein. Era la hija favorita del rey y este le dio una buena educación, que aprovechó aprendiendo perfectamente latín, francés y alemán, gracias a su portentosa memoria (más tarde aprendería además con su marido italiano y holandés), además de música (violín y guitarra), historia sagrada, pintura y bordado, ganándose además los celos de sus demás hermanos; pero eso no impedía que su destino estuviera atado a las conveniencias diplomáticas que ajustara el rey, su padre: el 9 de octubre de 1636 se desposó, con solo quince años, con el intendente del reino Corfitz Ulfeldt, hijo del canciller Jacob Ulfeldt, que alcanzaría el título de conde de Ulfeldt en 1641. Sin embargo, este matrimonio concertado fue, a diferencia de los de sus demás hermanas, feliz, y tuvieron diez hijos, de los cuales tres no pasaron la infancia. Pero su marido, un hombre muy ambicioso que llegó a ser reichshofmeister (valido del rey) y aprovechó esa posición para enriquecerse, cayó en desgracia al morir el rey Christian IV en 1648 y ser sucedido por el medio hermano de Leonora Federico III, fue acusado de corrupción económica y conspiración y en 1651 tuvo que huir y ocultarse con él, a veces de forma muy pintoresca, en Ámsterdam y Estocolmo. Anteriormente, de 1646 a 1647, la pareja había viajado también a Holanda y a Francia, donde Leonora había causado muy buena impresión a la corte. Pero las intrigas políticas de su marido alarmaron también a los suecos y condujeron a este a la cárcel en 1659; sin embargo, el matrimonio logró escapar y volver a Copenhague, donde nuevamente fueron arrestados y confinados en Bornholm de 1660 a 1661. Cuando su esposo fue acusado nuevamente de traición y sentenciado a muerte, sus hijos fueron exiliados. Con todo, Corfitz logró escapar una vez más y se reunió con sus hijos en el extranjero.
Leonora no tuvo tanta suerte; había sido enviada por su marido a Inglaterra a cobrar una deuda y al volver en 1663 fue inmediatamente arrestada y pasó 22 años (1663-1685) encerrada en una estrecha celda de la famosa Torre Azul de la fortaleza y palacio de Christiansborg en Copenhague, una prisión equivalente a la torre de Londres. Allí fue interrogada, pero no traicionó a su esposo; perdió la fe y la volvió a recuperar, en medio de miserias y humillaciones sin cuento. Su marido se ahogó el 20 de febrero de 1664 en el Rin, pero a ella le dijeron que había sido ejecutado y solo se enteró de la verdad más tarde. Escribió que habría podido escapar varias veces, pero prefirió esperar a que el Rey la liberase y reconociera su injusticia, ya que solo así podría ayudar a sus hijos. En los primeros años de su arresto, combatió la ociosidad ideando ocupaciones como escribir en papel de envoltorios con una pluma de pollo usando como tinta el hollín del humo de las velas. Usó una aguja que encontró en su celda para bordar con el hilo que extrajo de sus medias de seda. Estudió las alimañas (bichos y ratas) que había en su celda y mantuvo discusiones y conversaciones con sus carceleros, siempre cambiados, de los que pudo disponer al ser una noble en prisión pero que también informaban a su enemiga, la reina Sofía Amalia o Sofía Amelia, sobre lo que hacía. Estas mujeres carceleras eran a menudo rudas y arrogantes, Leonora Christina solo podía evitar ese maltrato amenazándolas con estrangularlas con sus propias manos. Aprendió inglés de una de ellas y asistió al aborto de otra. Cuando el director de la prisión se emborrachaba, a menudo iba a visitarla de noche con la intención de violarla, lo que pudo evitar a veces con no poca dificultad. Las condiciones higiénicas de su mazmorra eran inexistentes: era sucia y maloliente y estaba plagada de pulgas y ratas; un carcelero, además, restregó en las paredes de su celda en 1666 las heces acumuladas de los ex prisioneros.
Tras la muerte del rey Federico III (9 de febrero de 1670), Christian V.º de Dinamarca mostró más piedad y le dio una celda más espaciosa, materiales de escritura y una asignación financiera anual que le permitió comprar libros. Pero la ojeriza inmisericorde de la exreina Sofía Amalia, madre del nuevo rey, siguió impidiendo su puesta en libertad. Algunas damas que la visitaron en secreto la compadecieron; la madre de la reina, Hedwig o Eduvigis Sofía de Brandeburgo, la visitó también en secreto y medió ante el rey para conseguir su liberación, pero de nuevo Sofía Amalia impidió a su hijo hacer nada. 
La viuda prisionera había redactado en secreto para la literatura danesa su autobiografía póstuma, Jammers Minde, durante dos décadas de aislamiento social, que completó luego con un relato en francés de sus primeros años de infancia, juventud y matrimonio, Franske Selvbiografi, comentando además los grandes eventos de la historia de Europa de los que ella fue testigo e intercalando sus diatribas y resentimientos de prisionera política y diversas meditaciones. Además escribió una serie de biografías de mujeres fuertes que habían padecido grandes desgracias, Hæltinners Pryd / Ornamento de heroínas. 
Solo tras la muerte de su irreconciliable opositora Sofía Amalia (†20 de febrero de 1685) Leonora Christina recuperó su libertad a la edad de 63 años, el 19 de mayo de 1685, a las 10 de la noche y cubierta con un velo para evitar a la multitud inquisitiva. Vivió el resto de su vida, trece años, en el monasterio de Maribo y recibió una pensión anual de 1500 táleros. Recibió entre otras la visita del poeta danés Thomas Kingo y completó el manuscrito de Jammers Minde que había comenzado en la Torre Azul. Intentó ayudar a sus tres hijos supervivientes, a los que era bastante difícil verla, pues necesitaban permiso del gobierno danés. El 16 de marzo de 1698 Leonora Christina falleció en Maribo y recibió el 6 de abril de 1698 en la iglesia asociada un funeral sencillo, como había deseado.